# Несаница
Несаница је поремећај сна и један од симптома који претходи болести спавања. Особе које хронично пате од несанице, могу да оболе од болести изазване несаницом која носи назив инсомнија. Такве особе често не могу поново да заспе или не могу да заспу уопште. Најчешће се жале да не могу да склопе капке дуже од пар минута или се непрестано преврћу у кревету и учестало буде.
Несаница доводи до поремећаја дневног циклуса, тако да инсоманици замене дан и ноћ (уколико су уопште способни да заспу). Ако је несаница прешла у инсомнију она доводи до теже психичке и физичке исцрпљености и драстично смањује концентрацију и радну способност. Уколико се инсомнија настави више ноћи узастопно, може да постане хронична и доведе до трајног губитка сна, што може имати тешке здравствене и социјалне последице.
Неки људи који мисле да су инсоманици у ствари само имају мању потребу за сном. Нормална последица старења је „лакши“ и краћи сан.

## Дефиниција несанице и инсомније
Несаница се као термин користи у разним контекстима како би се означио симптом или специфичан поремећај. У Националном водичу за дијагностику и лечење несаница се дефинише 
| „ | као субјективни доживљај тешкоће у иницијацији спавања, трајању, консолидацији или као лош квалитет спавања, који се јављају упркос постојању одговарајућих услова за спавање, а који резултирају неким од дневних поремећаја. | ” |

У овом водичу, термин „инсомнија” користи се да означи болест изазвану несаницом (a не симптом).

## Етиологија
Несаница може бити последица стреса, нежељеног ефекта лека, емотивне растројености, неког психичког или физичког обољења, алергије или лоше навике спавања. Инсомнија је један од главних симптома несанице код особа које пате од биполарног поремећаја, и може бити симптом хиперактивности тироидне жлезде, депресије, и разних других физичких непријатности са стимулативним ефектима.
Ретки генетички поремећај могу да изазове прион-базирани, стални и на крају смртни облик инсомније која се зове „фатална фамилијална инсомнија“.

## Епидемиологија и симптоматологија
Несаница као болест или инсомнија јавља се код људи свих узраста и раса, као и код свих култура и у свим земљама. Преваленца инсомнија варира у зависности од дефиниције инсомније.
Симптоми инсомније се јављају код 33% до 50% одрасле популације; симптоми инсомније са последицама (нпр. инсомнија као општи поремећај) јављају се код 10% до 15% популације; специфични облици инсомније јављају се код 5% до 10% особа које пате од несанице.
Конзистентан ризик за инсомније обухвата старији узраст, женски пол, коморбидитет (соматски, психијатријски, додатни поремећај спавања и злоупотреба супстанци), сменски рад и вероватно незапосленост и низак социо-економски статус.
Болесници са коморбидитетом соматске или психијатријске болести су под посебно повећаним ризиком; код психијатријских поремећаја и поремећаја са болом инсомнија се јавља у 50% до 75% случајева.
 Ризик односа између инсомније и психијатријског поремећаја је двосмеран; неколико студија такође је показало повећан ризик од психијатријског обољења међу испитаницима који су раније имали инсомнију.
Ток инсомније је најчешће хроничан. Досадашње студије су показале перзистенцију код 50% до 85% испитаника током праћења од једне до неколико година.

## Дијагностички критеријуми за несаницу.[11]
| Критеријум | Знаци и симптоми |
| ---------- | --- |
| А          | Тешкоће са иницијацијом спавања, отежаним одржавањем спавања или са преурањеним буђењем, или спавање које хронично не доноси опоравак или је слабог квалитета |
| Б          | Наведене тешкоће са спавањем догађају се упркос адекватној прилици или условима за спавање |
| В          | Постоји најмање један од следећих облика дневног поремећаја који се односи на тешкоће са ноћним спавањем: 1. замор или исцрпљеност 2. поремећај пажње, концентрације или памћења 3. неуспех на друштвеном или пословном плану или лош успех у школи 4. поремећај расположења или иритабилност 5. дневна поспаност 6. смањење мотивације, енергије или иницијативе 7. склоност грешкама/акцидентима на послу или током вожње 8. тензија, главобоље или гастроинтестинални симптоми настали због неспавања 9. забринутост и страхови у вези са спавањем |

## Лечење
Неки инсоманици узимају таблете за спавање у покушају да се наспавају, други користе биљне третмане који могу да садрже одољен, камилицу, лаванду, хмељ и/или христов венац.
Неки од традиционалних начина отклањања инсомније су пијење топлог млека пре спавања, топле купке у вечерњим сатима, енергично вежбање у трајању од пола сата током поподнева, конзумирање великих оброка за ручак и лаких оброка за вечеру најмање три сата пред спавање, избегавање интелектуалних активности у вечерњим сатима, рано устајање и рано одлажење у кревет.
Лечење инсомније у оквиру традиционалне кинеске медицине се може састојати од акупунктуре, анализе дијете и начина живота, хербалних третмана као и других метода, са циљем „ребалансирања телесне енергије“ са циљем да реше проблем на постепен начин.
Иако могу изгледати лаички, многи од ових третмана су довољни да се прекине циклус инсомније без потребе за седативима и таблетама за спавање. Топло млеко садржи висок ниво триптофана, који је природан седатив. Уље од лаванде, као и друга основна уља, се могу користити за постизање стања одморености и опуштености.
Најчешће преписивана група седатива са хипнотичким дејствима против инсомније су бензодиазепами. У ову групу спадају лекови као што су диазепам, лоразепам, нитразепам и мидазолам.

### Отклањање честих узрока
- Особе које пате од инсомније би требало да избегавају кофеин у било ком облику. Кофеин је чест узрочник инсомније, укључујући инсомнију примећену код радника ноћних смена. Кофеин се налази у кафи, чају, какау, ораху (ово обухвата сва пића); такође је нађен у енергетским напицима као што су ред бул и гуарана, затим у чоколади и различитим слаткишима. Уместо напитака које садрже кофеин, пити хербалне чајеве или обичну воду.
- Простор где се спава би требало да буде угодан за спавање. Док су неке особе осетљиве на светлост, неке су осетљиве на буку. Спаваћа соба би требало да буде мрачна и тиха током ноћи.
- Имати добре навике у спаваћој соби. Не користити спаваћу собу за друге активности осим спавања. Коришћење спаваће собе за читање, писање, гледање телевизије и осталих активности ће допринети ниском нивоу асоцирања спаваће собе са спавањем. Такође, одржавати регуларан распоред одлазака на спавање и буђења. Избегавати спавање током дана.
- Престанак дисања у сну може бити узрок инсомније. Док одлазак лекару може помоћи при дијагнози и елиминисању поремећаја, дефинитивно решење мора доћи након проучавања у лабораторији за спавање.
- Понекад је несаница симптом емотивних проблема са којима особа избегава суочавање. Незадовољство начином живота или избегавање суочавања са проблемима такође могу довести до несанице. Како тело има дијететске потребе, тако има и друштвене потребе. Понекад виши степен друштвене активности може да помогне.
- Пацијенти који болују од клиничке депресије, могу патити и од инсомније. Лекар може допринети побољшању овог стања преписивањем или променом лекова.
- У будизму особама које пате од инсомније и ноћних мора препоручује се медитација на бази нежности и љубави, тј. „мета“. Навика да се испољавају осећања љубави и доброте према другима може имати умирујући и ублажавајући ефекат на тело и душу. У „мета сута“, забележено је да је Буда рекао да је добар сан један од једанеаст корисних резултата овакве врсте медитације.
- Алергије, као што су млечне алергије, могу допринети поремећају сна. Неки од симптома могу бити веома благи, као нпр. благо затворени синуси. Нутрициониста може да препоручи добре и корисне савете за начин исхране.
- Ако је будилник навијен за буђење на одређени сат, обавезно избегавати гледање у сат током ноћи и ако је потребно прекрити га. На тај начин се спречава рачунање у глави колико је сна изгубљено и колико мало сна ће бити постигнуто пре него што будилник зазвони. Прихватањем чињенице да количину сна можемо утврдити само након буђења, а не када покушавамо да заспимо, такође може бити корисно.

### Приступ проблему са више аспеката
Већина људи која се излечила од инсомније је постигла то експериментисањем и испробавањем различитих ствари. Обично, комбинација дијете и начина живота је најкориснији приступ. Као и са многим другим здравственим проблемима, најефикасније решење проблема у спавању је одлучан приступ.